# Pauvres franciscaines de la Sainte-Famille
Les pauvres franciscaines de la Sainte-Famille (en allemand : Arme Franziskanerinnen von der Heiligen Familie), ou sœurs de Mallersdorf, forment une congrégation féminine catholique de droit diocésain, fondée par le bienheureux Paul Josef Nardini en 1855. Leur devise est: « Caritas Christi urget nos. »

## Historique
Paul-Joseph Nardini devient en 1851 curé de la paroisse de Pirmasens dans le diocèse de Spire. Cette ancienne petite ville de garnison traverse des années de misère à cause du départ des militaires. Des périodes de disette ajoutent au désarroi. Beaucoup d'enfants sont livrés à eux-mêmes, dans cette contrée où les catholiques sont minoritaires. Sensibilisé à cette situation socio-économique difficile, l'abbé Nardini appelle à l'aide les Sœurs du Très Saint Sauveur de Niederbronn et demande le soutien des bourgeois de Pirmasens pour ouvrir une filiale. Deux religieuses d'Alsace arrivent en 1853, mais elles doivent retourner dans leur maison-mère au bout de deux ans, car étrangères elles n'obtiennent pas leurs permis de séjour de la part des autorités, malgré le fait qu'elles soient germanophones. Paul-Joseph Nardini forme alors deux femmes affiliées au Tiers-Ordre franciscain, prêtes à prendre en charge les pauvres et les malades de la paroisse. D'autres femmes se joignent à elles. Cette nouvelle congrégation se place sous le patronage de la Sainte Famille et sous la règle de saint François. Leur œuvre caritative s'étend aux soins des malades et des vieillards, à l'éducation, et à l'aide de la famille.
En quelques mois, elles sont une dizaine et s'occupent d'une trentaine d'enfants dans une maison qu'elles ont pu acquérir. L'évêque de Spire, Mgr Nikolaus von Weis, reconnaît la congrégation en 1857. D'autres paroisses font venir les bonnes sœurs qui prennent un essor rapide après la mort prématurée du fondateur en 1862. La princesse Montenuovo installe des sœurs de Bitten à Hermannstadt en Transylvanie (dans une région peuplée de descendants de colons allemands) en 1864.
Soixante-quatre filiales sont fondées dans le Palatinat, en Bavière et en Transylvanie de 1860 à 1869 ! En 1960, il y avait 367 maisons.
La maison-mère de Primasens s'avère rapidement trop petite. Elle déménage en 1869 dans une ancienne abbaye bénédictine sécularisée en 1803, au-dessus du village de Mallersdorf. Elles y sont toujours.

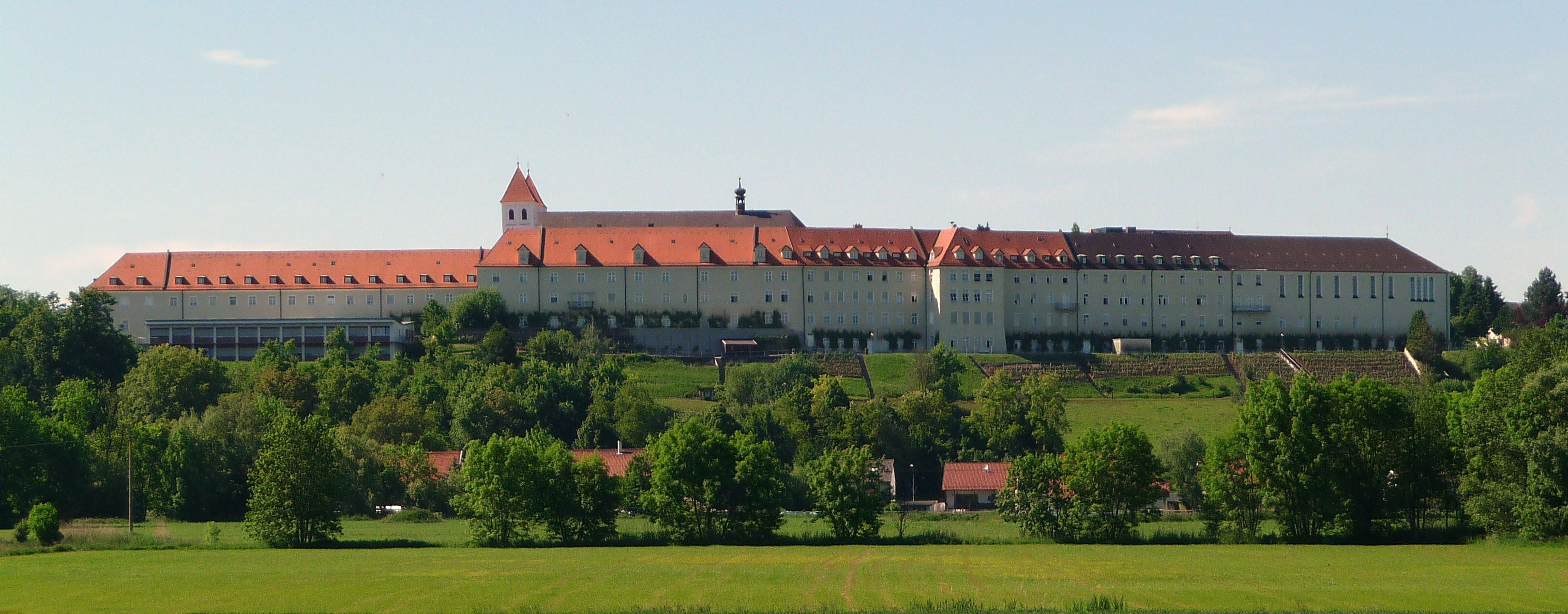
Vue de la maison-mère de Mallersdorf

## Aujourd'hui
La congrégation s'occupe de crèches, d'orphelinats, de maisons pour l'enfance, de jardins d'enfants, d'écoles professionnelles, ainsi que de maisons de soins et de maisons de retraite. Les filiales de l'ancienne Transylvanie, aujourd'hui en Roumanie, se sont regroupées en une congrégation indépendante. La congrégation a ouvert depuis 1955 des missions en Afrique du Sud.
Les Sœurs sont également actives aujourd'hui dans les soins des malades du SIDA.
Près de 500 religieuses demeurent actuellement dans la maison-mère de Mallersdorf. Mère Maria Hiltrud Baumer était la supérieure générale à l'apogée de la congrégation dans les années 1960. Elle comptait 2 262 religieuses en 1980.

## Source
- (de) Cet article est partiellement ou en totalité issu de l’article de Wikipédia en allemand intitulé « Arme Franziskanerinnen von der Heiligen Familie » (voir la liste des auteurs).